# Love's
Love's Travel Stops & Country Stores, que opera como Love's (o estilizado como Loves), es una cadena familiar estadounidense de más de 500 paradas de camiones y tiendas de conveniencia en 41 estados de los Estados Unidos. La empresa es de propiedad privada y tiene su sede en la ciudad de Oklahoma, Oklahoma. Love's ocupó el puesto 17 en la lista Forbes de 2019 de las empresas privadas más grandes de Estados Unidos. Love's tiene dos tipos principales de tiendas: tiendas de campo y paradas de viaje. Las tiendas de campo son estaciones de servicio con una tienda de conveniencia adjunta. Las paradas de viaje más grandes están ubicadas a lo largo de las carreteras y ofrecen servicios adicionales, como comida de cadenas de restaurantes como Arby's, Baskin Robbins, Bojangles, Burger King, Chester's, Dairy Queen, Del Taco, Dunkin', Friendly's, Godfather's Pizza, Green Burrito, McDonald's, Taco John's, Subway, Taco Bell, Wendy's, Hardee's/Carl's Jr., suministros para camiones, duchas y estaciones de descarga para vehículos recreativos. Love's tenía 25 000 empleados en 2018.

## Historia

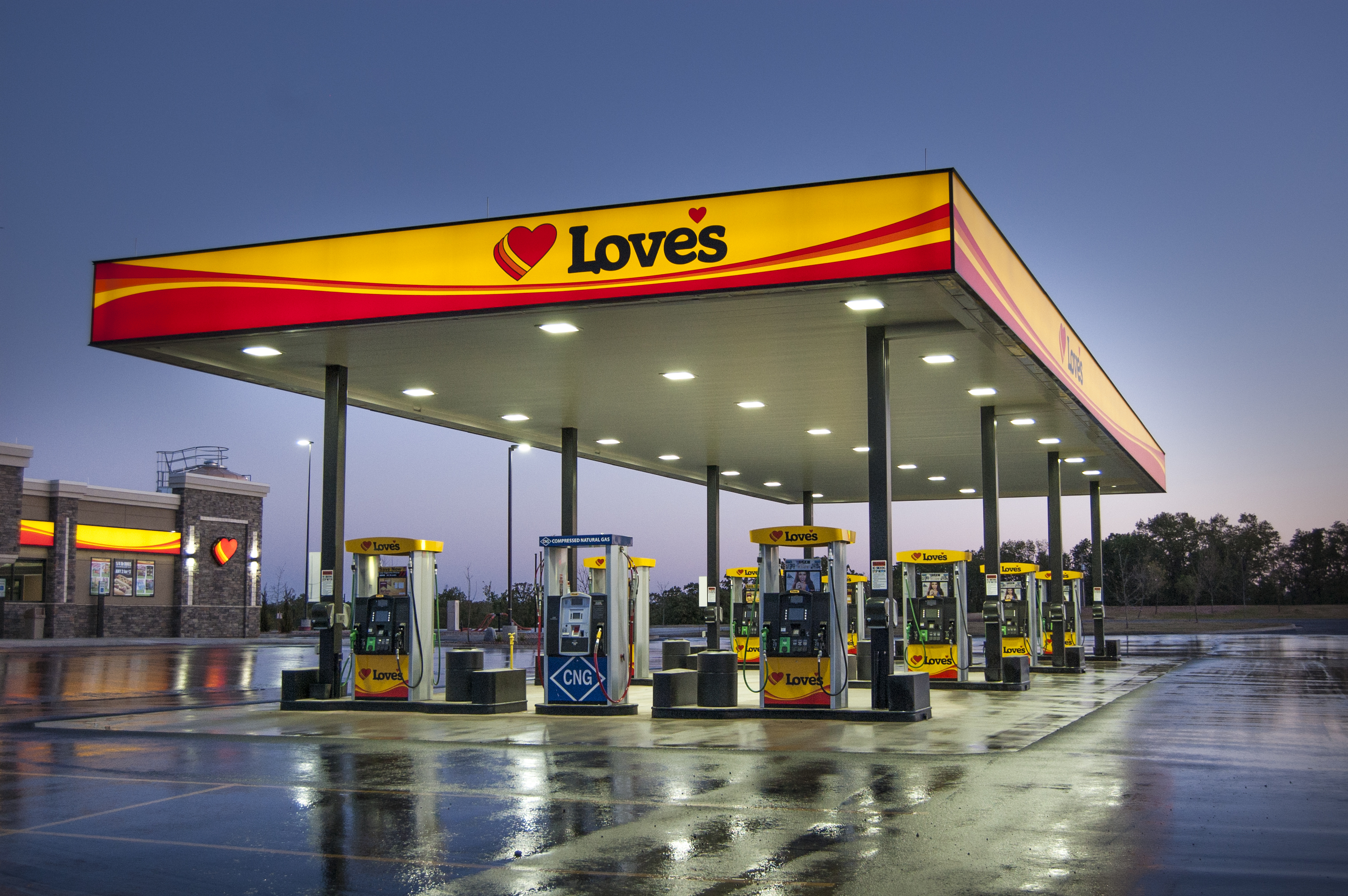
Un Love's Travel Stop en la Interestatal 40 en Choctaw, Oklahoma, mayo de 2014.

En 1964, Tom y Judy Love gastaron $5000 (equivalente a $43 700 en 2021) para arrendar una estación de servicio abandonada en Watonga, Oklahoma, una hora al noroeste de la ciudad de Oklahoma. Llamaron a su empresa Musket Corporation. Durante los siguientes ocho años, Musket abrió 40 gasolineras adicionales. Todos ellos operaban bajo la marca de gasolina Kerr-McGee.
Cuando comenzó la escasez de combustible de principios de la década de 1970 y la gasolina escaseaba en los Estados Unidos, Tom Love se diversificó en aras del éxito de la empresa. Lanzó un nuevo concepto en Watonga: la "Mini Stop Country Store". El Mini Stop tuvo éxito y la empresa abrió rápidamente más tiendas en el oeste de Oklahoma.
En 1972, Musket se propuso convertir todas sus ubicaciones de estaciones de servicio a tiendas de conveniencia con gasolina de autoservicio. En 1973, la empresa comenzó a utilizar el nombre de la familia para identificar sus ubicaciones. Love's Country Stores era el nuevo nombre.
Para 1978, Love's Country Stores tenía 60 ubicaciones en pequeñas comunidades en Oklahoma, Kansas, Colorado, Nuevo México y Texas. Ese año, la compañía comenzó a ofrecer Fresh Daily Deli, sándwiches recién hechos todos los días en el lugar. El servicio de alimentos se convirtió en el tercer centro de ganancias de la compañía en cada ubicación, junto con la gasolina de autoservicio y los artículos de las tiendas de conveniencia. The Fresh Daily Deli tiene hoy el nombre de Love's Subs.
A fines de 1981, la compañía alcanzó un hito con 100 ubicaciones de Love's Country Stores en operación. La decoración de la tienda se cambió del estilo rústico oscuro anterior a un tema más brillante. El mismo año, abrió el primer Love's Travel Stop en la Interestatal 40 en Amarillo, Texas. La parada de viaje abrió un nuevo público objetivo para el negocio de Love; la adición de combustible diesel de autoservicio atrajo a los conductores profesionales a Love's. Travel Stop fue único en el sentido de que sirvió tanto al conductor profesional como al público automovilista, lo que resultó en un mayor crecimiento para Love's.
En 1985, Love's agregó regalos y novedades. Luego, en 1993, Taco Bell se convirtió en socio y abrió una ubicación de marca compartida en la ciudad de Oklahoma. El éxito de esta asociación creció rápidamente.
En 1995, la empresa abrió su primera operación de servicio de alimentos de triple marca en El Paso, Texas. La ubicación ofrecía Subway, Taco Bell Express y Pizza Hut.
A fines de la década de 1990, el servicio de alimentos siguió creciendo. Pronto, la compañía se asoció con una variedad de conceptos de restaurantes de marca compartida, incluidos Arby's, Baskin Robbins, Bojangles', Burger King, Carl's Jr., Chester's, Dairy Queen, Del Taco, Denny's, Dunkin' Donuts, Godfather's Pizza, Green Burrito , Hardee's, IHOP Express, McDonald's, Sonic, Subway, Taco Bell, Taco John's y Wendy's.

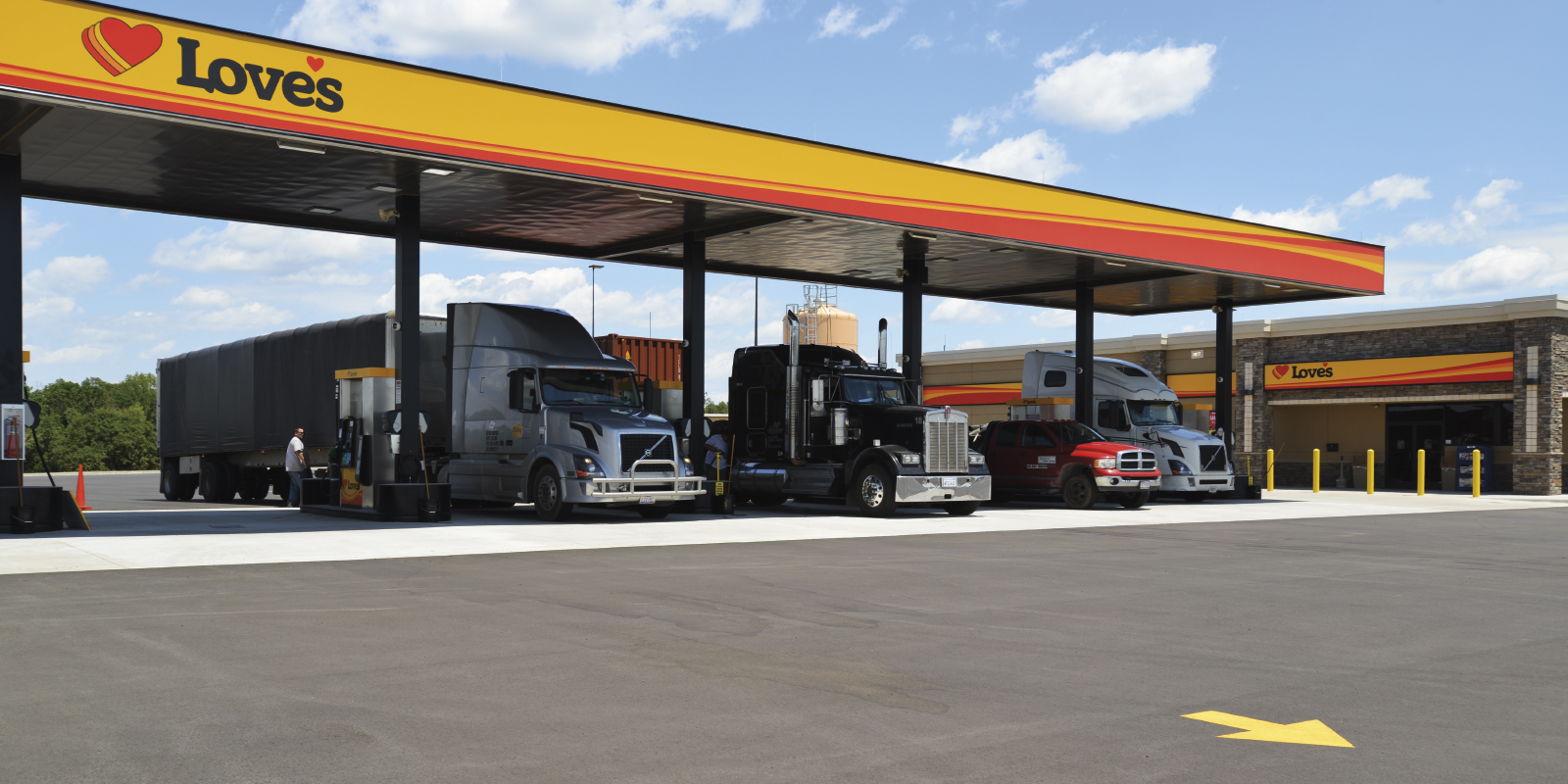
Una parada de viaje de Love's en agosto de 2014.

En 2000, Sales & Marketing Executives International otorgó a Love's el 2000 Outlook Award, por su innovación y contribución destacada al futuro de la industria de las tiendas de conveniencia.
El primer centro de cuidado de llantas de camiones abrió en 2008 y, desde entonces, el negocio ha crecido hasta convertirse en una red nacional de centros que ofrece llantas, equipos, trabajos mecánicos livianos, cambios de aceite y servicio en carretera.
El 30 de junio de 2010, Love's adquirió 20 ubicaciones de Pilot Travel Centers y seis ubicaciones de Flying J debido a preocupaciones antimonopolio para que la Comisión Federal de Comercio aprobara la fusión Pilot/Flying J.
En junio de 2017, Love's abrió su primera ubicación en Montana, su estado número 41 de operaciones. En ese momento, Love's operaba más de 430 tiendas.
Love's Travel Stops & Country Stores firmó un acuerdo de asociación con el Oklahoma City Thunder de la Asociación Nacional de Baloncesto (NBA) el 15 de marzo de 2019. El acuerdo permite que Love's coloque su logotipo de manera destacada en el hombro delantero izquierdo de todas las camisetas del Oklahoma City Thunder. También han tenido un acuerdo de patrocinio de larga data con el equipo Front Row Motorsports de la NASCAR Cup Series, y estaban en el auto de Michael McDowell cuando terminó en primer lugar en las 500 Millas de Daytona en 2021. Front Row Motorsports abrió un equipo de la Serie de Camionetas de NASCAR en 2021 y Love's es un patrocinador principal. Love's estaba en la camioneta de Zane Smith cuando ganó la NextEra Energy 250 de 2022.